# Ivan Jablonka
Ivan Jablonka (Parigi, 1973) è uno storico e scrittore francese.
È professore di storia contemporanea all'Università Sorbona-Parigi-Nord e membro dell'Institut universitaire de France.

## Biografia
Nato a Parigi da padre ingegnere fisico e madre professoressa di letteratura, nipote di ebrei polacchi comunisti morti ad Auschwitz, Ivan Jablonka compì gli studi secondari al Lycée Buffon . Dopo aver studiato khâgne al liceo Henri-IV, è entrato all'École normale supérieure (promozione B/L 1994) e ha superato l'aggregazione storica.
Allievo di Alain Corbin e Jean-Noël Luc alla Sorbona, nel 2004 ha difeso la sua tesi di dottorato sui bambini dell'assistenza pubblica sotto la Terza Repubblica. L'anno successivo è stato nominato docente di storia contemporanea all'Università del Maine, poi, nel 2013, professore all'Università Sorbona Paris Nord.

## Edizione
Dal 2009, co-dirige con Pierre Rosanvallon la raccolta La République des idées ( éditions du Seuil ), dove ha curato opere di sociologi ed economisti come Éric Maurin, Camille Peugny, Robert Castel, François Dubet, Esther Duflo, Gabriel Zucman, Laurent Davezies o Thomas Piketty.
È uno dei fondatori e redattori capo di La Vie des idées, un giornale online creato nel 2007..

## Opere
Dal 2004 sta scrivendo una biografia dello scrittore Jean Genet, un'opera che racconta la vita di questo scrittore da tre punti di vista: sociale, politico e letterario, dal periodo in cui Jean Genet era orfano al Centre Social al periodo in cui lo scrittore si è battuto per sostenere il popolo palestinese. Studiando a fondo l'opera di Genet, Jablonka ha cercato di dimostrare che gli ideali di Jean Genet erano favorevoli al nazismo.
Nel 2005 ha scritto il suo primo romanzo, Âme-sœur, con lo pseudonimo di Yvan Améry.
Nel 2006 e nel 2007, Ivan Jablonka ha scritto consecutivamente due opere di saggi storici sull'infanzia - Ni père ni mère (2006) e Enfants en exil : transfert de pupilles réunionnais en métropole (1963-1982). ed esilio), studia i bambini che soffrono il dolore e l'abbandono a causa di circostanze sociali o della guerra - è un argomento storico che lo interessa profondamente, forse in parte a causa della vita di suo padre. Il suo padre biologico era un orfano di vittime dell'Olocausto durante la Seconda guerra mondiale.
Nel 2012, l'autobiografia familiare Histoire des grands-parents que je n'ai pas eu racconta la storia di una famiglia ebrea, vittima del genocidio dell'ebraismo (Shoah) prima e durante la seconda guerra mondiale. 2, ha portato il nome di Ivan Jablonka oltre i confini della Francia. Da allora, è considerato uno dei più brillanti autori contemporanei della letteratura francese.
Nel 2016, Ivan Jablonka conquistare ancora la scena letteraria francese con Laëtitia ou la Fin des hommes, una biografia in cui indaga sulla vita della bambina Laëtitia in un caso di omicidio realmente accaduto in Francia.
En Camping car, un resoconto dei suoi ricordi delle vacanze in famiglia negli anni '80, si presenta come un “ autobiografia con "noi" ». Jablonka ritiene che, poiché “ lo storico è parte della storia », la sua opera deve essere una riflessione sulla propria storicità.

## Metodo
Scienze sociali e letteratura
In Storia è letteratura contemporanea (2014), fondamento teorico della Storia dei Nonni e Manifesto per le scienze sociali, mostra che possiamo conciliare scienze sociali e creazione letteraria. Da un lato, il ricercatore può assumere la letterarietà del suo testo scegliendo di « scrivere per intero ». D'altra parte, lo scrittore può comprendere una realtà passata o presente (ad esempio un crimine), come fanno Truman Capote, Annie Ernaux, Emmanuel Carrère e gli scrittori sopravvissuti del XX secolo ( Primo Levi, Varlam Chalamov ). Questo libro estende le riflessioni di Michel de Certeau o Paul Veyne sulla scrittura della storia, ma per Jablonka non tutta la storia è un « vero romanzo » e non tutta la letteratura è un romanzo. Le scienze sociali sono più dalla parte “ scritti dalla realtà » (testimonianza, relazione importante, autobiografia...), sotto forma di " ricerca di testo ". Strumenti come " narrativa di metodo " e il " Io di metodo » permettono di conciliare rigore, riflessività e scrittura all'interno di un'indagine.

## Pubblicazioni
- Le verità inconfessabili di Jean Genet, Éditions du Seuil, 2004.
- Anima gemella, sotto lo pseudonimo Yvan Améry, La Volte, 2005.
- Né padre né madre : storia dei figli della Pubblica Assistenza (1874-1939), Éditions du Seuil, 2006.
- Bambini in esilio : trasferimento degli alunni della Riunione nella Francia metropolitana (1963-1982), Éditions du Seuil, 2007.
- La gioventù obbliga : storia dei giovani in XIX, PUF, 2009.
- I figli della Repubblica: l'integrazione dei giovani dal 1789 ai giorni nostri, Éditions du Seuil, 2010.
- Storia dei nonni che non ho avuto, Éditions du Seuil, XXI libreria, Parigi, 2012.
- Nuove prospettive sulla Shoah (con Annette Wieviorka), PUF, 2013.
- Il Bambino-Shoah, PUF: Parigi, 2014.
- Il mondo nel 22º secolo. Utopie per dopodomani , PUF: Parigi, 2014 (con Alexis Jenni e Nicolas Delalande).
- La storia è letteratura contemporanea . Manifesto per le scienze sociali , Éditions du Seuil, XXI 21a libreria, Parigi, 2014.
- I corpi degli altri, Éditions du Seuil, Raccontare la vita, 2015.
- Laëtitia o la fine degli uomini, Éditions du Seuil, La Librairie XXI XXIe secolo, 2016. - Premio Letterario Mondiale 2016[12] e Premio Medici (romanzo) 2016[13].
- In camper, Éditions du Seuil, La Librairie du XXI e secolo, 2018. - Premio France Télévisions 2018, categoria saggio[14].
- Solo uomini. Dal patriarcato alle nuove mascolinità , Edizioni del Seuil, 2019.
- Un ragazzo come te e me, Éditions du Seuil, 2021.
- Goldman, Edizioni del Seuil, 2023.

## Premi
- 2012, per Storia dei nonni che non avevo :
  - Premio del libro di storia del Senato[15]
  - Premio Guizot dell'Accademia di Francia[16]
  - Premio Augustin Thierry del Rendez-vous de l’Histoire[17].
- 2016 :
  - Premio letterario del quotidiano[12] per il suo romanzo Laëtitia ou la fin des hommes
  - Premio Medici per il romanzo francese[18].
- 2018 : Premio France Télévisions, categoria saggio per In camper[14].